# Die Krone von Kerkyra
Die Krone von Kerkyra ist ein deutsches Stummfilm-Königsdrama aus dem Jahr 1917 von Friedrich Zelnik mit Mady Christians und Erich Kaiser-Titz in den Hauptrollen.

## Handlung
Mechtildis, die Tochter des Herrn auf Einsiedel, erfährt von ihrem auf dem Sterbebett liegenden Vater, dass er einst König eines kleinen Reiches war. Er trug auf seinem Haupt die Krone von Kerkyra, ehe er, so behauptet ihr Vater, durch einen Treueverrat seines direkten Nachfolgers zur Abdankung gezwungen und dadurch um die Regentschaft über sein Reich gebracht wurde. Dies liegt nun viele Jahre zurück. Und dennoch ist Mechtildis außer sich vor Zorn und schwört bittere Rache, um den Verrat an ihrem Vater zu sühnen.
Sie reist nach Kerkyra und lernt am Hofe König Basil kennen. Um ihn näher kennenzulernen, bittet sie den Monarchen, dem sie sich als Künstlerin vorstellt, ihn malen zu dürfen. Während dieser gemeinsamen Zeit verlieben sich die junge Frau und der von ihr zu Porträtierende ineinander. Dennoch fühlt sich Mechtildis ihrem Vater gegenüber an ihren Racheschwur gebunden und will Basil erdolchen. Doch sie muss erfahren, dass Basils Vater nie Verrat an dem von Mechtildis verübt hatte. Doch die Frau hat längst einige Zigeuner gedungen, die ihr Rachewerk vollenden sollen. Im Wissen um ihren schrecklichen Irrtum, wirft sich Mechtildis ihnen in der Maske des Königs in den Weg und stirbt an seiner Stelle.

## Produktionsnotizen
Der vieraktige Film, der gelegentlich auch mit Untertitel, Die Krone von Kerkyra. Liebe und Haß einer Königstochter, geführt wird, besaß eine Länge von, je nach Quelle, 1286 bis 1298 Metern (beides 63 Minuten Spielzeit). Er passierte im Juli 1917 die Zensur und wurde mit Jugendverbot belegt. Die Uraufführung fand im darauf folgenden Monat in Berlin statt.
Für die im selben Jahr 1917 aus den USA heimgekehrte Mady Christians war dieser Part der rachsüchtigen Königstochter eine ihrer ersten Filmrollen in Deutschland.

## Kritiken
„In ihrem [Mady Christians'] Spiel liegt so viel dramatischer Ausdruck, wie er nur ganz großen Künstlern eigen ist. Alles Gekünstelte liegt ihr fern. Die Gestalt, die sie verkörpert, atmet warmes, pulsierendes Leben. (…) Mady Christians ist berückend schön und von einer Eleganz in der Erscheinung, die ebenso guten Geschmack wie vornehmes Empfinden beweist. (…) Sehr erfreulich ist es, daß sie so einen ausgezeichneten Partner hat, wie Erich Kaiser-Titz. Was die Handlung betrifft, so kann sie als vortrefflich bezeichnet werden…“

In Paimann’s Filmlisten ist zu lesen: „Stoff, Spiel und Szenerie ausgezeichnet. Photos sehr gut“.